# Pajaltón Bajo
Pajaltón Bajo es una localidad del estado mexicano de Chiapas. Es parte del municipio de Chamula.

## Demografía
| Gráfica de evolución demográfica |
|                                  |

| Censo | Población |
| ----- | --------- |
| 1970  | 392       |
| 1980  | 393       |
| 1990  | 460       |
| 2000  | 871       |
| 2010  | 809       |
| 2020  | 1 225     |